# On the 6
On the 6 è il primo album in studio della cantante e attrice statunitense Jennifer Lopez, pubblicato il 1º giugno 1999 dalla Epic Records e Work Records. Lopez, che era nota fino ad allora solo come attrice, ha iniziato a lavorare all'album a partire dalla fine del 1998. On the 6 ha debuttato alla 8ª posizione della classifica Billboard 200 negli Stati Uniti, vendendo 112 000 copie nella sua prima settimana e ha ricevuto recensioni positive dalla maggior parte dei critici di musica contemporanea. Dall'album furono estratti  If You Had My Love, Waiting for Tonight, e Let's Get Loud più altri due singoli che hanno riscontrato un moderato successo, Feelin' So Good e No Me Ames. L'album ha fatto ottenere alla Lopez due candidature ai Grammy Award e due ai Latin Grammy Awards.

## Produzione
Sin da quando era una bambina, i genitori di Jennifer hanno sottolineato l'importanza dell'etica del lavoro di essere in grado a parlare la lingua inglese. Hanno incoraggiato le tre figlie ad esibirsi in casa, cantando e ballando davanti a vicenda ai loro amici che rimangono "fuori dai guai". Mentre frequentava il suo ultimo anno di liceo, la Lopez ha fatto un provino per il casting del film My Little Girl (1986), una pellicola a basso budget diretta da Connie Kaiserman. Dopo aver finito le riprese del suo ruolo nel film, la Lopez sapeva di voler diventare una "famosa star del cinema".  Lo disse ai genitori, ma essi insistevano sul fatto che fosse un'idea "veramente stupida". I loro disaccordi portarono Jennifer a spostarsi fuori dalla loro casa di famiglia e in un appartamento a Manhattan. Durante questo periodo, la Lopez si esibì in produzioni regionali di vari musical, prima di essere assunta per il coro di un musical in tour in Europa per cinque mesi. Da lì, ottenne un lavoro nello show Synchronicity in Giappone, dove recitò come ballerina, cantante e coreografa. La cantante ha poi guadagnato il suo primo lavoro regolare di alto profilo come ballerina nel programma televisivo In Living Color. Si trasferì quindi a Los Angeles con il fidanzato David Cruz per girare la serie e rimase un membro del cast regolare fino al 1993, anno in cui decise di intraprendere la carriera da attrice. Dopo le riprese del film Selena, che l'hanno vista sottoporsi a prestazioni canore, la Lopez era molto ispirata in campo musicale e decisa a registrare un demo in spagnolo. Il manager della cantante ha poi inviato la canzone, intitolata Vivir Sin Ti, alla Work Records, che ha mostrato un interesse nei confronti della donna. Tommy Mottola, il capo dell'etichetta, le suggerì che avrebbe dovuto cantare in inglese.
Jennifer sapeva di esser stata ingaggiata solo per il suo aspetto e la sua reputazione, ma voleva dimostrare il suo talento musicale; nel compiere una svolta del genere, la cantante ha preso un rischio, in quanto, secondo diversi critici, la sua carriera sarebbe potuta essere danneggiata se l'album si fosse rivelato un flop. In ogni caso, il titolo del disco, On the 6, è un riferimento alla linea 6 della metropolitana di New York, che la cantante usò per spostarsi per lavoro a Manhattan dalla sua casa nel Bronx durante i primi anni della sua carriera. Jennifer ha detto che sperava che On the 6 trasmettesse l'importanza che l'inglese avesse per lei, ma anche quella dello spagnolo, che non ha mai avuto modo di praticare essendo da sempre cresciuta negli Stati Uniti.

## Tracce
1. If You Had My Love – 4:25 (Cory Rooney, Fred Jerkins III, LaShawn Daniels, Rodney Jerkins)
2. Should've Never – 6:14 (Jean Claude "Poke" Oliver, Samuel "Tone" Barnes, Cory Rooney, Jennifer Lopez, Tonino Baliardo)
3. Too Late – 4:27 (Alvin West, Cory Rooney, Jennifer Lopez)
4. Feelin' So Good (feat. Big Pun & Fat Joe) – 5:27 (Sean "Diddy" Combs, Jennifer Lopez, Christopher Rios, Joe Cartagena)
5. Let's Get Loud – 3:59 (Gloria Estefan, Kike Santander)
6. Could This Be Love – 4:26 (Lawrence Dermer)
7. No Me Ames (feat. Marc Anthony) (Tropical Remix) – 5:03 (Giancarlo Bigazzi, Marco Falagiani, Ignacio Ballesteros)
8. Waiting for Tonight – 4:06 (Maria Christensen, Michael Garvin, Phil Temple)
9. Open Off My Love – 4:35 (Darrell "Digga" Branch, Kyra Lawrence, Lance "Un" Rivera)
10. Promise Me You'll Try – 3:52 (Peter Zizzo)
11. It's Not That Serious – 4:17 (Rodney Jerkins, Fred Jerkins III, Cory Rooney, Jennifer Lopez, Lauren Dawson)
12. Talk About Us – 4:35 (Cory Rooney)
13. No Me Ames (Ballad Version, feat. Marc Anthony) – 4:38 (Giancarlo Bigazzi, Marco Falagiani, Ignacio Ballesteros, Aleandro Baldi)
14. Una Noche Más – 4:05 (Maria Christensen, Michael Garvin, Phil Temple, Manny Benito)

Bonus tracks per l'edizione internazionale
1. Baila – 3:55 (Emilio Estefan, Jr., Jon Secada, George Noriega, Randall Barlow)
2. Theme from Mahogany (Do You Know Where You're Going To) – 3:34 (Michael Masser, Gerry Goffin)

Edizione spagnola
1. No Me Ames (feat. Marc Anthony) – 4:38 (Giancarlo Bigazzi, Marco Falagiani, Ignacio Ballesteros, Aleandro Baldi)
2. If You Had My Love – 4:25 (Cory Rooney, Fred Jerkins III, LaShawn Daniels, Rodney Jerkins)
3. Una Noche Más – 4:05 (Maria Christensen, Michael Garvin, Phil Temple, Manny Benito)
4. Should've Never – 6:14 (Jean Claude "Poke" Oliver, Samuel "Tone" Barnes, Cory Rooney, Jennifer Lopez, Tonino Baliardo)
5. Es Amor – 4:40 (José Sánchez, Frank Rodríguez, Junior Guillermo Edghill, Manny Benito)
6. Let's Get Loud – 3:59 (Gloria Estefan, Kike Santander)
7. It's Not That Serious – 4:17 (Rodney Jerkins, Fred Jerkins III, Cory Rooney, Jennifer Lopez, Lauren Dawson)
8. Amar Es Para – 3:52 (Peter Zizzo)
9. Too Late – 4:27 (Alvin West, Cory Rooney, Jennifer Lopez)
10. El Deseo De Tu Amor – 4:35 (Darrell "Digga" Branch, Kyra Lawrence, Lance "Un" Rivera)
11. Talk About Us – 4:35 (Cory Rooney)
12. Could This Be Love – 4:26 (Lawrence Dermer)
13. No Me Ames (feat. Marc Anthony) (Tropical Remix) – 5:03 (Giancarlo Bigazzi, Marco Falagiani, Ignacio Ballesteros, Aleandro Baldi)
14. Waiting for Tonight – 4:06 (Maria Christensen, Michael Garvin, Phil Temple)

## Classifiche

### Classifiche settimanali
| Classifica (1999-00) | Posizione massima |
| -------------------- | ----------------- |
| Australia            | 11                |
| Austria              | 7                 |
| Belgio (Fiandre)     | 10                |
| Belgio (Vallonia)    | 6                 |
| Canada               | 5                 |
| Finlandia            | 15                |
| Francia              | 15                |
| Germania             | 3                 |
| Giappone             | 20                |
| Irlanda              | 67                |
| Italia               | 13                |
| Norvegia             | 14                |
| Nuova Zelanda        | 18                |
| Paesi Bassi          | 6                 |
| Portogallo           | 9                 |
| Regno Unito          | 14                |
| Spagna               | 12                |
| Stati Uniti          | 8                 |
| Svezia               | 20                |
| Svizzera             | 3                 |
| Ungheria             | 14                |

### Classifiche di fine anno
| Classifica (1999) | Posizione |
| ----------------- | --------- |
| Australia         | 79        |
| Austria           | 40        |
| Belgio (Fiandre)  | 59        |
| Belgio (Vallonia) | 35        |
| Francia           | 66        |
| Germania          | 32        |
| Paesi Bassi       | 57        |
| Regno Unito       | 80        |
| Stati Uniti       | 50        |
| Svizzera          | 44        |
| Classifica (2000) | Posizione |
| Australia         | 98        |
| Belgio (Fiandre)  | 87        |
| Germania          | 82        |
| Paesi Bassi       | 60        |
| Stati Uniti       | 101       |
| Classifica (2003) | Posizione |
| Belgio (Fiandre)  | 94        |